# Michael Glöckner
Michael Glöckner (nascido em 25 de maio de 1969) é um ex-ciclista alemão que competia em provas de ciclismo de pista.
Foi o vencedor e recebeu a medalha de ouro na perseguição por equipes nos Jogos Olímpicos de Barcelona 1992, junto com Jens Lehmann, Stefan Steinweg, Guido Fulst e Andreas Walzer.